# Ferroviário Atlético Clube (Fortaleza)
El Ferroviário Atlético Clube es un club de fútbol de la ciudad de Fortaleza, capital del estado del Ceará. Fue fundado el 9 de mayo de 1933.
El Ferroviário es uno de los tres grandes clubes del estado de Ceará. Tradicionalmente, hace dos clásicos contra sus históricos rivales: contra el Ceará Sporting Club, es llamado Clásico de la Paz; contra el Fortaleza Esporte Clube, se denomina Clásico de los Colores.

## Estadio
El Ferroviário posee la Vila Olímpica Elzir Cabral, que es la sede y el estadio del club, ubicado en la Barra do Ceará, barrio de la ciudad de Fortaleza, Ceará. Fue inaugurada el 19 de marzo de 1989 en el partido entre Ferroviario y Guarani de Juazeiro, marcador de 6-0 para el equipo local.

## Palmarés
| Nacionales        | Nacionales  | Nacionales | Nacionales |
|                   | Competición | Títulos    | Temporadas |
| ----------------- | ----------- | ---------- | ---------- |
| Bandera de Brasil | Serie D     | 2          | 2018, 2023 |

| Estatales                   | Estatales                                  | Estatales | Estatales |
|                             | Competición                                | Títulos   | Temporadas |
| --------------------------- | ------------------------------------------ | --------- | --- |
| Bandera del estado de Ceará | Campeonato Cearense                        | 9         | 1945, 1950, 1952, 1968, 1970, 1979, 1988, 1994, 1995                                                                   |
| Bandera del estado de Ceará | Torneio Início do Ceará                    | 5         | 1940, 1941, 1946, 1949, 1966                                                                                           |
| Bandera del estado de Ceará | Copa Fares Lopes                           | 1         | 2018 |
| Bandera del estado de Ceará | Copa de Campeones Cearenses                | 1         | 2019 |
| Bandera del estado de Ceará | Copa Estado do Ceará                       | 2         | 1969, 1970 |
| Otras conquistas            |                                            |           | |
|                             | Competición                                |           | Temporadas |
|                             | Torneio Quadrangular Interestadual         | 3         | 1951, 1952, 1967 |
|                             | Taça General Mascarenhas                   | 1         | 1940 |
|                             | Taça Heitor Ribeiro                        | 1         | 1949 |
|                             | Torneio Municipal                          | 1         | 1952 |
|                             | Taça Castelo Branco                        | 1         | 1952 |
|                             | Torneio Pentagonal de Fortaleza            | 1         | 1955 |
|                             | Copa Fortaleza-Maranguape                  | 1         | 1958 |
|                             | Torneio Moisés Pimentel                    | 1         | 1960 |
|                             | Torneio da Amizade                         | 1         | 1960 |
|                             | Triangular Potiguar                        | 1         | 1963 |
|                             | Taça das Forças Amadas                     | 1         | 1964 |
|                             | Copa Cinquentenário do Ceará Sporting Club | 1         | 1964 |
|                             | Torneio da Luz                             | 1         | 1967 |
|                             | Torneio Bayma Kerth                        | 1         | 1975 |
|                             | Torneio Evandro A. de Moura                | 1         | 1976 |
|                             | Copa Humberto Bezerra                      | 1         | 1976 |
|                             | Taça Waldemar Alcântara                    | 1         | 1978 |
|                             | Taça Imprensa de Rondônia                  | 1         | 1979 |
|                             | Torneo Ciro Gomes                          | 1         | 1989 |
| Campañas de destaque        |                                            |           | |
|                             | Competición                                |           | Temporadas |
| Bandera del estado de Ceará | Subcampeón cearense                        | 20        | 1940, 1942, 1946, 1947, 1949, 1951, 1953, 1955, 1960, 1963, 1967, 1980, 1981, 1982, 1983, 1989, 1996, 1998, 2003, 2017 |
|                             | Subcampeón Copa Polar UTS                  | 1         | 2007 |
|                             | Subcampeón Torneo Octávio Pinto Guimarães  | 1         | 1986 |

## Presidentes
- 1933 – José Roque
- 1933–1934 – Antônio Leite Barbosa
- 1934–1934 – João Francisco do nascimento
- 1934–1938 – José Maciel
- 1938–1940 – Antônio Pereira de Menezes
- 1940 – Armando Campelo
- 1940 – Humberto Monte
- 1940–1941 – Heitor Ribeiro
- 1941 – Cícero Pereira de Carvalho
- 1941 – Heitor Ribeiro
- 1941–1943 – Jaime Quintaz Perez
- 1943 – Vicente Sales Linhares
- 1943 – Antonio Pereira de Menezes
- 1943–1945 – Honório Correia Pinto
- 1945–1958 – Francisco Porfírio Sampaio
- 1958–1959 – Elzir Cabral
- 1959 – Walter Machado da Ponte
- 1959 – Gontram Pinho
- 1960–1961 – Francisco Porfírio Sampaio
- 1961–1963 – Francisco Isidoro Pessoa
- 1963–1964 – Etevaldo Nogueira Lima
- 1964 – Eutildes Eduardo de Alencar
- 1964 – Milton Ribeiro de Sousa
- 1964 – Valdemar Gomes da Silva
- 1964 – Augusto Borges
- 1964–1966 – Elzir Cabral
- 1966 – Jonas Carlos da Silva
- 1966–1967 – Wilson Leite Linhares
- 1967 – Elzir Cabral
- 1967 – José Firmo Frota Melo
- 1968–1969 – Elzir Cabral
- 1969–1972 – José Rego Filho
- 1972–1973 – Aníbal Arruda
- 1974–1975 – Aquiles Peres Mota
- 1975 – Telmo Bessa
- 1975–1977 – Chateaubriand Arrais Leite
- 1978 – Célio Gondim Pamplona
- 1979 – José Rego Filho
- 1980–1981 – Antônio Carlos Montenegro
- 1982–1984 – José Lima de Queiroz
- 1984 – Moacir Pereira Lima
- 1984–1987 – Caeatano de Paula Bayma
- 1988–1989 – Domar Nogueira Pessoa
- 1990 – Vicente Augusto Monteiro
- 1990–1991 – Múcio Roberto
- 1992–1993 – Edilson Sampaio
- 1993–1997 – Clóvis Dias
- 1998–1999 – Carlos Alberto Mesquita
- 1999–2000 – Carlos Alberto Mota
- 2000 – João Jorge Bruno de Pontes
- 2000 – Vilemar Rodrigues
- 2001 – Walmir Araújo
- 2001 – William Braga
- 2002–2003 – Múcio Roberto
- 2004–2007 – Paulo Wagner Pinheiro
- 2007–2008 – Francisco Machado Neto
- 2008–2009 – Paulo Wagner Pinheiro
- 2009–2010 – José Ribamar Pinto Soares
- 2010–2011 – Luiz Gonzaga Neto
- 2011–2012 – Vanderley Farias Pedrosa
- 2013–2015 – Edmilson Alves Júnior[14]
- 2015 – Jeff Peixoto[14]
- 2016 – Vilemar Rodrigues
- 2016 – José Newton Pereira Filho
- 2017 – Nilton Ramos
- 2017–2019 – Walmir Araújo[15]
- 2019–2022 – Newton Filho[15][16]
- 2022 – Francisco Barros Machado Neto[16]
- 2022– – Aderson Maia Júnior (actual)[2]